# Robin Hägg
Erik Robin Hägg, född 13 maj 1935 i Uppsala, död där 8 juni 2014, var en svensk antikforskare och föreståndare för Svenska institutet i Athen.
Robin Hägg var son till bibliotekarien Erik Hägg (1895–1952) och bror till professor Tomas Hägg. Han blev filosofie doktor i antikens kultur och samhällsliv vid Uppsala universitet 1975 och docent där samma år. Åren 1979–1983 var han extra ordinarie docent vid Göteborgs universitet. Mellan 1976 och 1994 tjänstgjorde han som direktör för Svenska institutet i Athen och kulturattaché vid Sveriges Ambassad i Aten. År 1994 efterträdde han Paul Åström som professor i antikens kultur och samhällsliv vid Göteborgs universitet.
Hägg deltog i arkeologiska utgrävningar i Asine 1971–1978 samt 1989 och organiserade internationella arkeologiska symposier i Athen 1980–1988. Han publicerade ett flertal skrifter och artiklar inom klassisk arkeologi, särskilt ikonografi och religion under de minoiska och mykenska perioderna, samt var internationellt verksam som gästföreläsare. I Göteborg bidrog han till grundandet av föreningarna Antikens Vänner och Alexandrias Vänner.
Hägg förlänades professors namn 1988. Han var ledamot av Tyska arkeologiska institutet i Berlin, Nathan Söderblom-sällskapet och från 1998 av Kungliga Vetenskaps- och Vitterhetssamhället i Göteborg. Han utnämndes till riddare av Finlands Vita Ros Orden. Robin Hägg är gravsatt i minneslunden på Uppsala gamla kyrkogård.